# Бочато врело
Сланаста (бочата) врела представљају посебан тип крашких извора, због чега се о њима говори одвојено од извора у тзв. нормалним теренима. 
Заједничка одлика свих крашких извора је њихова велика издашност, изразито колебање издашности, као и велика тврдоћа воде. 
Налазе се дуж морских обала. Представљају изворе из којих избија сланаста вода. Обично су удаљени од мора до неколико десетина метара (нпр. Веља Ријека у Прчњу у Црној Гори избија на 50 m удаљености од мора), а прелив им је виши од његовог нивоа, најчешће 30–70 cm.

## Начин настанка
Постоје два схватања на који начин морска вода, помешана са слатком избија из врела чији је прелив виши од нивоа мора и за време највишег стања плиме.
По првом схватању до мешања слатке и слане воде долази у сифону - лактасто повијеном каналу и то испод нивоа мора. Док је средњи салинитет морске воде у мору нпр. 37 ‰, из сланастог врела избија вода са салинитетом од 7 ‰.
По другом схватању, које је и експериментално проверено до мешања слатке и морске воде долази изнад морских нивоа, што је Вибел (Wiebel) експериментално доказао. За овакво мешање слатке и слане воде потребно је само да се канал којим протиче слатка вода, под великим притиском, нагло сужава на месту где се појављује пукотина кроз коју може да допре морска вода. Онда на том месту долази до појаве усисавања: истичући из сужења великом брзином, слатка вода исисава ваздух из пукотине и ствара вакуум, па се слана вода издиже изнад морског нивоа и помешана са слатком избија на бочатом врелом.